# Birinci Tiyaqani
Birinci Tiyaqani è un comune dell'Azerbaigian situato nel distretto di Masallı.   